# 26533 Aldering
26533 Aldering este un asteroid din centura principală de asteroizi.

## Descriere
26533 Aldering este un asteroid din centura principală de asteroizi. A fost descoperit pe 5 februarie 2000 în cadrul proiectului CSS. Asteroidul prezintă o orbită caracterizată de o semiaxă mare de 2,54 ua, o excentricitate de 0,14 și o înclinație de 13,9° în raport cu ecliptica.